# إيرنيستو باستور
إيرنيستو باستور (بالإنجليزية: Ernesto Pastor)‏ هو مصارع ثيران أمريكي، ولد في 4 أبريل 1892 في سان خوان في الولايات المتحدة، وتوفي في 11 يونيو 1921 في مدريد في إسبانيا بسبب هجمات الحيوانات.

## وصلات خارجية
- إيرنيستو باستور على موقع IMDb (الإنجليزية)